# 1009
Cette page concerne l'année 1009  du calendrier julien.
L'année 1009 est une année commune qui commence un samedi.

## Événements
- 18 octobre : par suite des persécutions des juifs et des chrétiens dans l'empire fatimide, l'église du Saint-Sépulcre à Jérusalem est détruite ou endommagée sur ordre d'al-Hakim, calife fatimide du Caire[1]. Cette destruction sera suivie d’un accord entre les Fatimides et Byzance et de la restauration du sanctuaire. La chrétienté s’en émeut, mais réagit seulement par la conversion forcée et le massacre de quelques communautés juives établies en Europe et jugées responsables[2].

- Fin du règne de Mokjong roi de Koryŏ (Corée)[3].
- Sur le territoire du futur Viêt Nam la dynastie des Lý est la première dynastie indépendante proclamée par Lý Thái Tổ, (fin en 1225). Le Đai Viêt est réorganisé, agrandi aux dépens du Champâ. Sa civilisation atteint son plein épanouissement[4].

### Europe
- 13 janvier : Jour des turbans. Le calife de Cordoue Hicham II promulgue un décret qui impose le port du turban à la mode berbère à la cour, ce qui provoque le mécontentement de nombreux dignitaires[5]
- 14 janvier : le vizir Abd al-Rahman Sanchuelo part de Cordoue vers Tolède pour une expédition contre les chrétiens d'Espagne[5].

- 14 février[6] - 7 mars : assassinat du missionnaire Bruno de Querfurt entre la Russie et la Lituanie, qui est mentionnée pour la première fois à cette occasion dans les annales d'un monastère de Quedlinburg[7].
- 15 février : Hicham II est chassé par un soulèvement populaire. Début du règne de Mohammed II, calife de Cordoue[5].

- 3 mars : le vizir Abd al-Rahman Sanchuelo, de retour à Cordoue, est fait prisonnier et exécuté[5].

- 9 mai : révolte de Mélo (ou Mélès) qui chasse la garnison de Bari en Italie du Sud byzantine (fin en 1018)[8].

- 31 juillet : début du pontificat de Serge IV (fin en 1012)[9].

- Août :
  - Thorkell le Grand attaque l’Angleterre avec une importante flotte. Il débarque à Sandwich dans le Kent et défait la flotte d’Æthelred le Malavisé. Ses troupes se répandent dans tout le sud de l’Angleterre jusqu'en 1012, quand elles se dispersent après avoir reçu 48 000 livres de danegeld[10].
  - Cosenza est ravagée par les Sarrasins[11].
- 29 août : incendie de la cathédrale de Mayence le jour prévu pour sa consécration. Willigis la fait immédiatement reconstruire (fin en 1036)[12].

- Septembre : mort de Pietro II Orseolo[13]Ottone Orseolo devient doge de Venise (fin en 1026).

- 5 novembre : victoire de Suleiman, aidé par le comte de Castille Sanche Garciez, sur Muhammad à la bataille de Kantisch[14].
- 8 novembre : Suleiman entre dans Cordoue accompagné de Sanche Garciez ; il est intronisé calife (fin de règne le 23 juin 1010)[15].
- 13 novembre : consécration de l'église de l'abbaye Saint-Martin du Canigou, construite dans la montagne, sur les pentes du Canigou, grâce aux dons du comte de Cerdagne Guifred et de sa femme Guisla[16].
- 14 novembre : Sanche Garciez quitte Cordoue chargé de butin[15].

- 21 décembre : Muhammad II s'enfuit de Cordoue et se réfugie à Tolède où il est reconnu par les gouverneurs de la frontière de Tortosa à Coimbra[15].